# Telmatobius brevipes
Telmatobius brevipes es una especie  de anfibios de la familia Leptodactylidae.

## Distribución geográfica
Se encuentra en Perú; es una especie presente en la cordillera Occidental, en los departamentos de Cajamarca y La Libertad, entre los 2000 y los 3520 m de altitud.4

## Amenazas
La contaminación de cuerpos de agua puede ser una amenaza a nivel local. Otras especies del mismo género que se encuentran a altitudes elevadas son muy susceptibles a la quitridiomicosis, por lo que se infiere que esta enfermedad es una amenaza hacia Telmatobius brevipes

## Conservación
No se ha registrado esta especie en ninguna área natural protegida.